# Alvin Head Moore
Alvin Head Moore, né le 20 avril 1838 à Hatley et mort le 20 février 1911 à Pasadena en Californie, est un marchand et homme politique fédéral et municipal du Québec.

## Biographie
Né à Hatley dans le Bas-Canada, Alvin Head Moore est président de la Waterloo and Magog Railway. Il sert ensuite comme maire de Magog et préfet du comté de Stanstead. Élu député du Parti conservateur dans la circonscription fédérale de Stanstead à l'élection de 1896, il est défait à l'élection de 1900.
Alvin Head Moore meurt à Pasadena en Californie le 20 février 1911 à la résidence de sa fille où il était
allé passer l'hiver. Il est enterré au cimetière protestant de la rue des Pins, à Magog.